# Crkva Uznesenja BDM u Kaštel Lukšiću
Crkva Uznesenja Blažene Djevice Marije nalazi se u Kaštel Lukšiću, ul. dr Josipa Omašića 18, Grad Kaštela.
Stara crkva Uznesenja Blažene Djevice Marije u Kaštel Lukšiću izgrađena je 1530. godine kako svjedoči natpis na nadvratniku glavnog portala. Natpis spominje i naručitelje gradnje braću Jerolima i Nikolu Vitturi. Crkva je pravokutnog tlocrta, orijentacije istok-zapad s pravokutnom apsidom na istoku. S južne i sjeverne strane nalaze se kapele pravokutne tlocrtne osnove. Pročelje crkve je artikulirano centralno postavljenim vratima na čeljust jednostavnog okvira. Nad njima je uzidana gotička luneta šiljastog luka. Vrata su flankirana nisko postavljenim pravokutnim prozorima. Na zabatu je rozeta gotičko renesansnih obilježja, a pročelje je zaključeno zvonikom na preslicu.

## Zaštita
Pod oznakom Z-3253 zavedena je pod vrstom "nepokretna kulturna baština - pojedinačna", pravna statusa zaštićena kulturnog dobra, klasificirano kao "sakralne građevine".

## Vanjske poveznice
|  | Zajednički poslužitelj ima još gradiva o temi Crkva Uznesenja BDM u Kaštel Lukšiću |